# Trent (Rügen)
Trent ist eine Gemeinde im Landkreis Vorpommern-Rügen auf der Insel Rügen in Mecklenburg-Vorpommern (Deutschland). Sie wird vom Amt West-Rügen mit Sitz in der Gemeinde Samtens verwaltet.

## Geografie

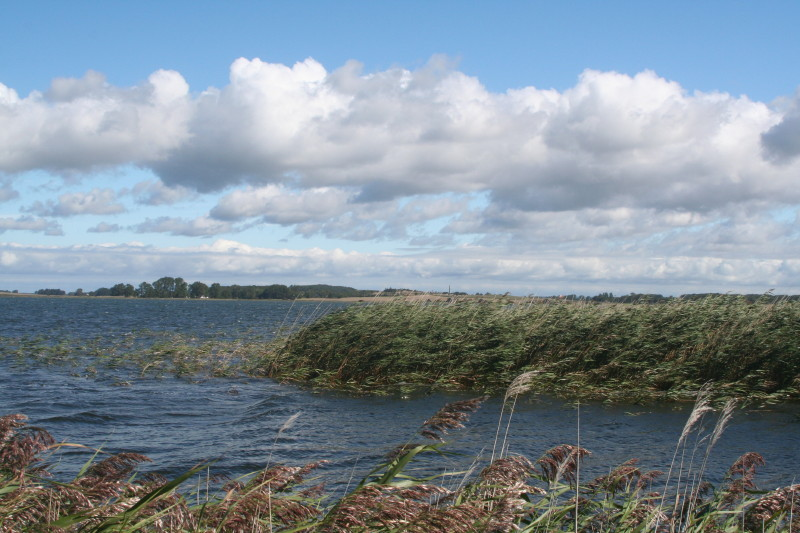
Blick über den Libnitzer Bodden

Trent liegt im Nordwesten des Muttlandes der Insel Rügen ca. 17 km nordwestlich von Bergen auf Rügen. Die Gemeinde wird nach Norden durch den Wieker Bodden und Breetzer Bodden und im Osten durch die Neuendorfer Wiek abgegrenzt. Ein kleiner Teil der Gemeinde grenzt beim Ortsteil Freesen an die Udarser Wiek.
Umgeben wird Trent von den Nachbargemeinden Wiek im Norden (Seegrenze), Neuenkirchen im Nordosten (teilweise Seegrenze), Rappin im Osten, Kluis im Südosten, Gingst im Südwesten (teilweise Seegrenze) sowie Schaprode im Westen.
Trent liegt an der alten historischen Handelsstraße, der „Heringsstraße“, die von Stralsund kommend bis auf die Halbinsel Wittow führte.

### Ortsteile
Zur Gemeinde gehören die Ortsteile:
| - Fischersiedlung - Freesen - Ganschvitz - Grosow - Holstenhagen - Jabelitz - Kukelvitz | - Libnitz - Trent - Tribkevitz - Vaschvitz - Venz - Zubzow |

## Geschichte
Trent: Trent wurde 1311 als Turent erstmals erwähnt. Bis 1326 war es Teil des Fürstentums Rügen und danach des Herzogtums Pommern. Mit dem Westfälischen Frieden von 1648 wurde Rügen ein Teil von Schwedisch-Pommern. 1815 kam Trent als Teil von Neuvorpommern zur preußischen Provinz Pommern. Nach dem 1939 letztmals amtlich publizierten Landwirtschaftlichen Güter-Adressbuch für Pommern gab es in Trent mehrere Bauernhöfe, in Trent-Ausbau von F. Büssow, den Kirchengrund pachtete der Landwirt G. Böttcher, 49 ha. O. Böttcher betrieb 21 ha. Karl Grahl betreute 50 ha, weitere Flächen und Höfe gehörten D. Hülsemann und A. Wriedt.
Seit 1818 gehörte Trent zum Kreis bzw. Landkreis Rügen und von 1952 bis 1955 dem Kreis Bergen. Die Gemeinde gehörte danach bis 1990 zum Kreis Rügen im Bezirk Rostock. Der seit 1990 wieder so bezeichnete Landkreis Rügen ging 2011 im Landkreis Vorpommern-Rügen auf.

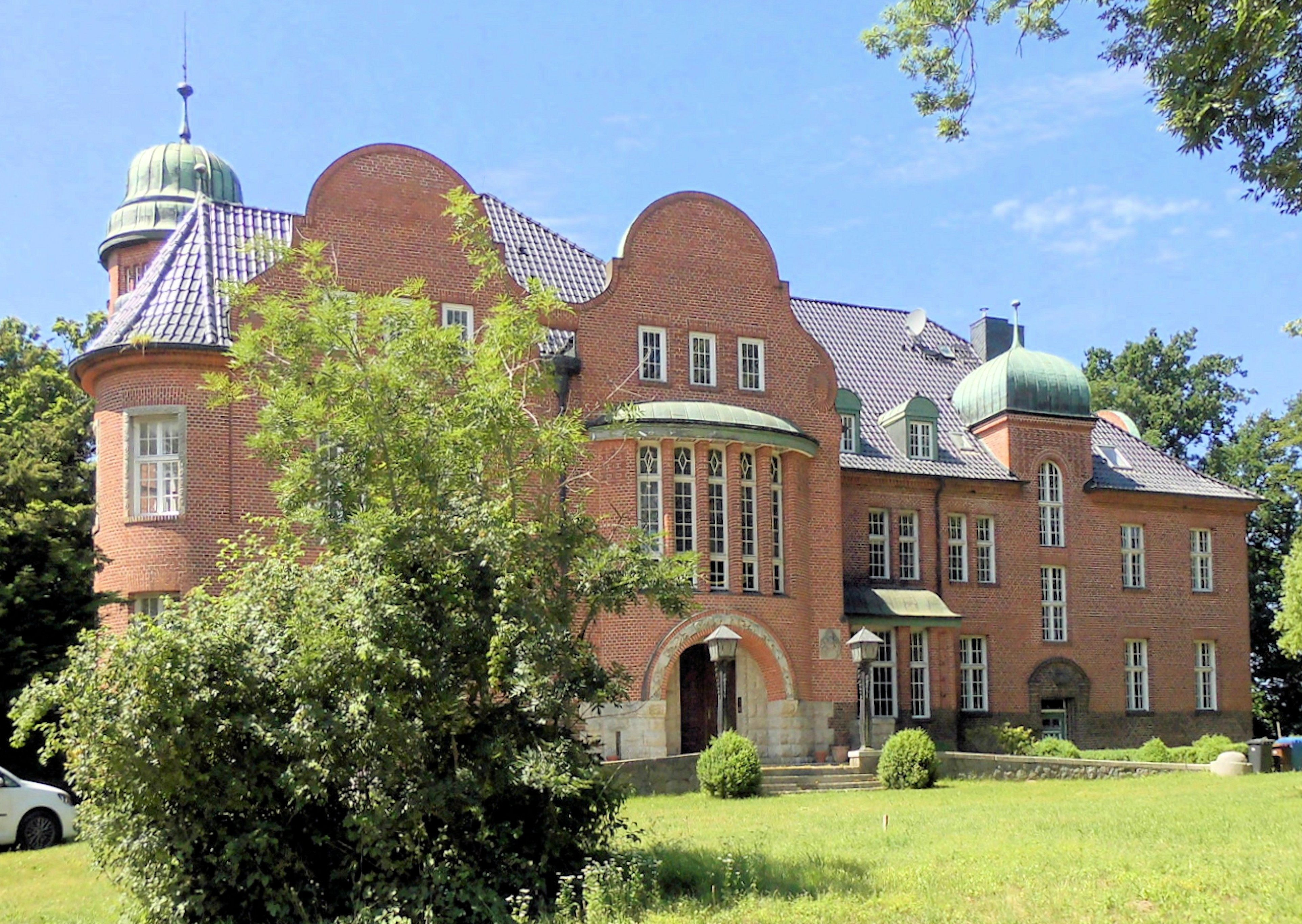
Gutshaus Libnitz

Libnitz: Das Gut war seit dem 13. Jahrhundert im Besitz der Rügenschen Fürsten und seit 1747 von zwei Geistlichen aus Bergen. Auch Mitte des 19. Jahrhunderts stand Libnitz mit dem Besitz der Familie Glasow in bürgerlicher Hand. Fritz Alfred Meyer-Sarnow (Millionenmeier), erwarb aus ererbten Mitteln mit direktem familiären Bezug zu den Schichau-Werken bei Danzig nach 1900 das 379 ha Gut und baute um 1912 das etwas expressionistische zweigeschossige differenzierte Gutshaus (Schloss) Libnitz mit seinem prägenden Turm.
Vaschvitz: 1624 wurde das Gut Vaschvitz eine Pertinenz des Gutes Udars. 1743 ging der Besitz an die von Platen auf Granskevitz, dessen Nebengut es wurde. Nach dem Tod Carl von Platens 1846 heiratete dessen zweite Tochter Agathe von Platen-Vaschvitz (1821–1851) den Rittmeister Hans Friedrich Gustav von Schultz-Mützkow. In der briefadeligen Familie von Schultz blieb das ca. 270 ha umfassende Gut bis zur Enteignung durch die Bodenreform nach 1945. Das sanierte Gutshaus stammt vom Anfang des 19. Jahrhunderts. Die Familie von Schultz stammte vormals aus dem Herzogtum Magdeburg und wurde 1789 in Wien in den Reichsadelsstand erhoben. Christoph von Schultz (1863–1930) übernahm dann Vaschvitz und Dwarsdorf. Er war mit der schwedischen Adeligen Sophia von Essen liiert. Bis 1941 war dann ihr Sohn, der Major Robert Carl von Schultz, der Gutsbesitzer vor Ort; er starb im Krieg. Dessen Erbe aus der nächsten Generation, Carl Christoph von Schultz-Vaschvitz, starb 1943 ebenfalls als Soldat im Krieg. Die Gutsfrau und Mutter Ilse von Schultz-Vaschvitz, geborene von Wollank-Groß Glienicke, Tochter des Otto von Wollank, lebte dann nach der Enteignung bis zum Tod 1967 in Bonn. Neben dem 240 ha großen Rittergut gab es im Ort noch einen 20 ha Hof der Familie Hans Bode.

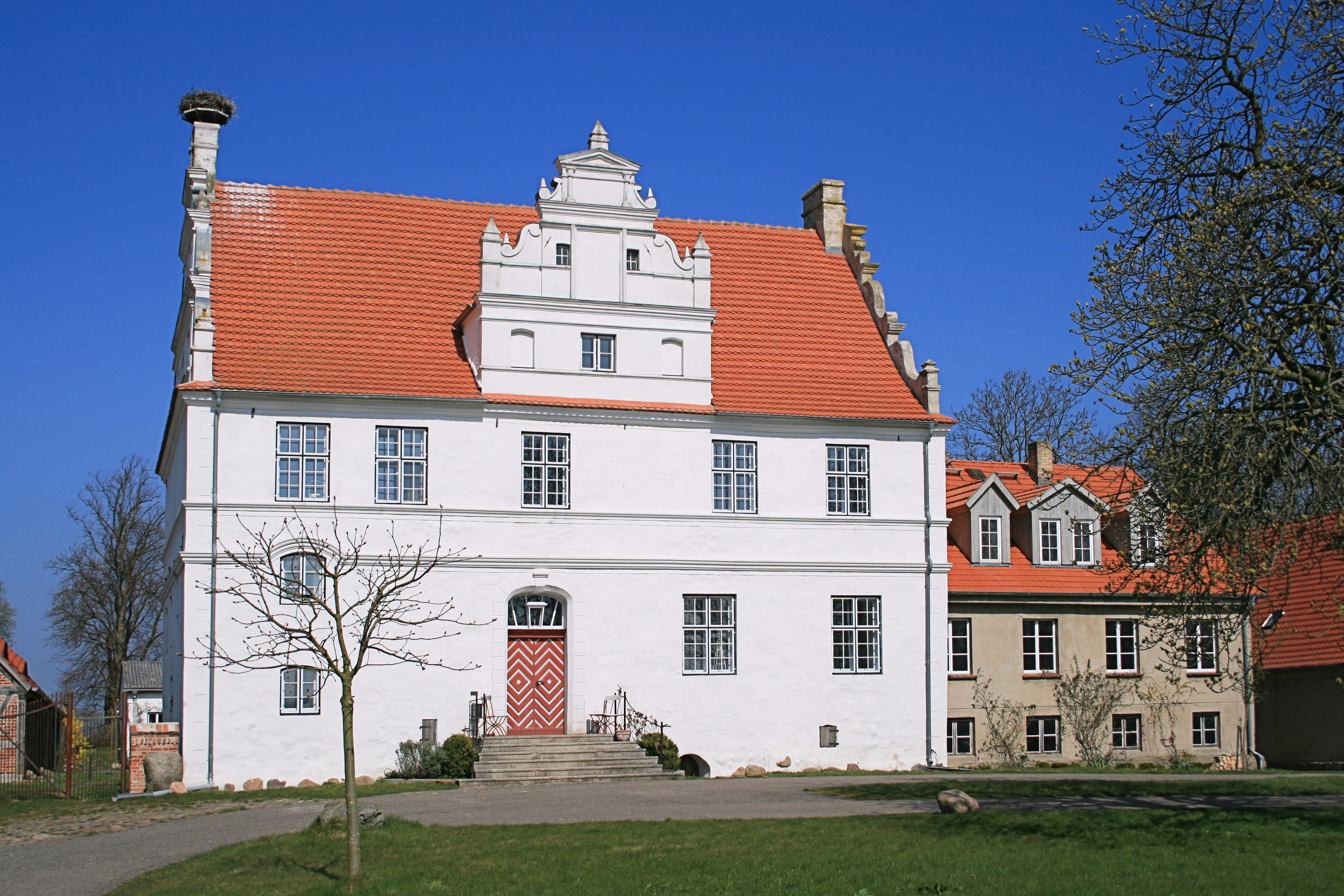
Herrenhaus Venz

Venz: Aus slawischer Zeit stammt der Burgwall bei Venz. Er wird für das im Gesta Danorum beschriebene Charenza gehalten. Das 615 ha Gut Venz war im Besitz der Familie von Raleke (um ab 1486), dann der von Platen (ab 1563/1568). Letzter Vertreter dieses Adelsgeschlechts waren unter anderem Joachim Christoph von Platen-Venz, das Herrenhaus-Mitglied Christoph von Platen (1838–1909), verheiratet mit Margarethe von Berg-Dubkevitz, dann deren Sohn Gustav von Platen (1876–1950). Dieser veräußerte die Besitzung an die Familie Eduard Berger (1924–1945 und Nachfahren ab 1996). Das barocke, zweigeschossige Gutshaus vom Ende des 16. Jahrhunderts wurde im 17. Jahrhundert umgebaut und erhielt nun Satteldach, zwei Zwerchgiebel und die Schweifgiebel. Hier verbrachte Gebhard Leberecht von Blücher in seiner Jugend bei seiner Schwester die Ferien.

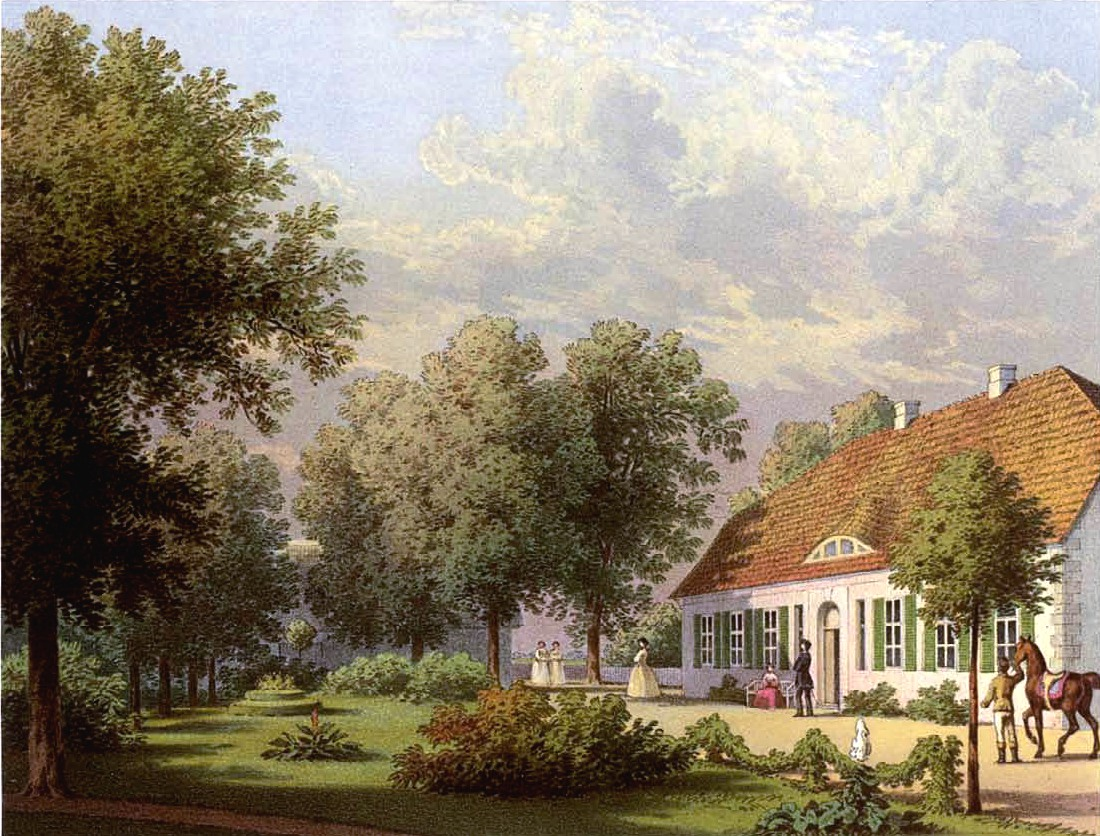
Rittergut Zubzow um 1865/66, Sammlung Alexander Duncker

Zubzow: war ab dem 13. Jahrhundert im Besitz der Familie von Platen. Von 1430 bis 1536 war der Besitz an das Frauenkloster in Bergen auf Rügen gegangen. Nach der Säkularisation des Klosters gingen dessen Besitzungen an die Herzöge und wurden damit Dominal. Die Platens kamen aber wieder in den Besitz und blieben es bis Ende des 19. Jahrhunderts. Von 1871 bis in die 1920er Jahre bewirtschaftete dann die Familie Ehrhard das Gut Subzow. Wie bei vielen Gütern nach der Weltwirtschaftskrise wurde das bankrotte Anwesen aufgesiedelt. Den Resthof mit knapp 122 ha und das Herrenhaus behielt aber Otto Ehrhard bis 1945. Das 1910 erbaute Herrenhaus, der Vorgängerbau mit ähnlichen Konturen war abgebrannt. Die Wirtschaftsgebäude des Gutes wurden größtenteils zu Wohnzwecken umgebaut. Vom ursprünglichen Barockpark blieben nur noch die Konturbaumreihen.

## Politik

### Gemeindevertretung und Bürgermeister
Der Gemeinderat besteht (inkl. Bürgermeisterin) aus 9 Mitgliedern. Die Wahl zum Gemeinderat am 26. Mai 2019 hatte folgende Ergebnisse:
| Partei/Bewerber     | Prozent | Sitze |
| ------------------- | ------- | ----- |
| WG Bürger für Trent | 32,44   | 3     |
| FDP                 | 25,64   | 2     |
| CDU                 | 17,61   | 1     |
| Die Linke           | 13,94   | 1     |
| Einzelbewerber Löwe | 10,37   | 1     |

Bürgermeisterin der Gemeinde ist Kirsten Wiktor, sie wurde mit 85,40 % der Stimmen gewählt.

### Wappen
| Wappen von Trent | Blasonierung: „Durch Wellenschnitt geteilt von Grün über Gold; ein Nesselblatt in verwechselten Farben, belegt oben mit dem schwarzen Flugbild eines Seeadlers, unten mit einer von je einem goldenen Kastanienblatt beseiteten goldenen Pflugschar.“ |
| Wappen von Trent | Das Wappen wurde von dem Sagarder Gerhard Koggelmann gestaltet. Es wurde am 19. September 2000 durch das Innenministerium genehmigt und unter der Nr. 224 der Wappenrolle von Mecklenburg-Vorpommern registriert.                                     |

### Flagge
Die Flagge wurde am 26. März 2001 durch das Innenministerium genehmigt.
Die Flagge der Gemeinde Trent ist mittels einer wellenförmigen Teilungslinie gleichmäßig längs gestreift von Gelb – Grün. In der Mitte des Flaggentuchs liegt, auf jeweils zwei Drittel der Höhe des gelben und des grünen Streifens übergreifend, das Gemeindewappen. Die Länge des Flaggentuchs verhält sich zur Höhe wie 5:3.
Die Flagge wurde vom Heraldiker Gerhard Koggelmann gestaltet.

## Sehenswürdigkeiten
- Gutshaus (Schloss) Libnitz, ein um 1912 im etwas expressionistischen Stil erbauter zweigeschossiges Backsteinbau, mit weitreichenden Stallungen und dem nach griechisch-antikem Vorbild erbauten Mausoleum.
- St. Katharinen-Kirche: Erstmals 1318 erwähnte Kirche der Backsteingotik; 2007 als Wegekirche geweiht.
- Vorlaubenstallscheune auf dem Pfarrgehöft Trent
- Gutshaus Vaschvitz: Eingeschossiger Putzbau vom Anfang des 19. Jahrhunderts mit Zwerchgiebel
- Gutshaus Venz: Barocker, zweigeschossiger Putzbau vom Ende des 16. Jh. und Umbau im 17. Jh.

Sehenswürdigkeiten
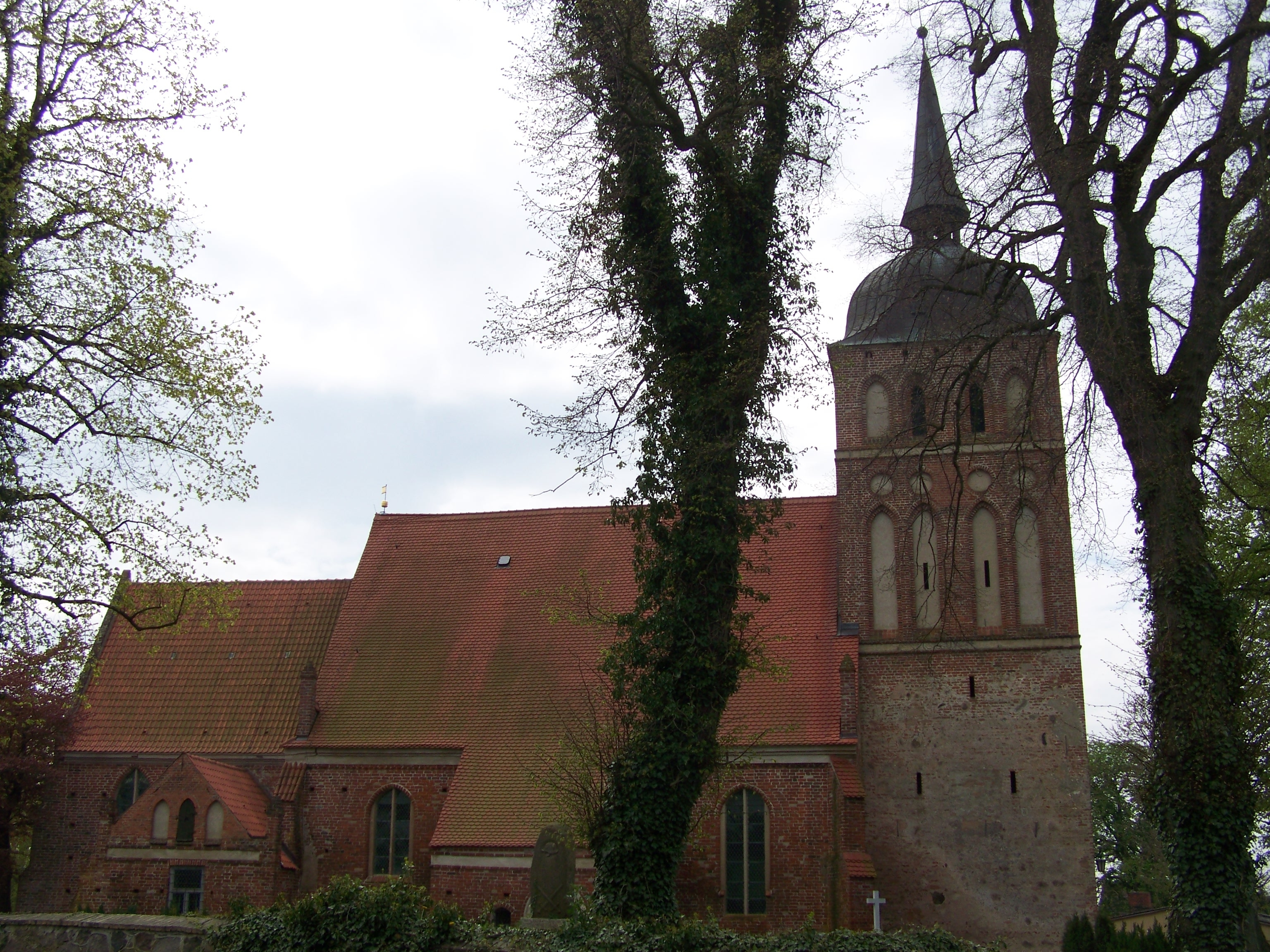
Kirche St. Katharinen Trent Außenansicht
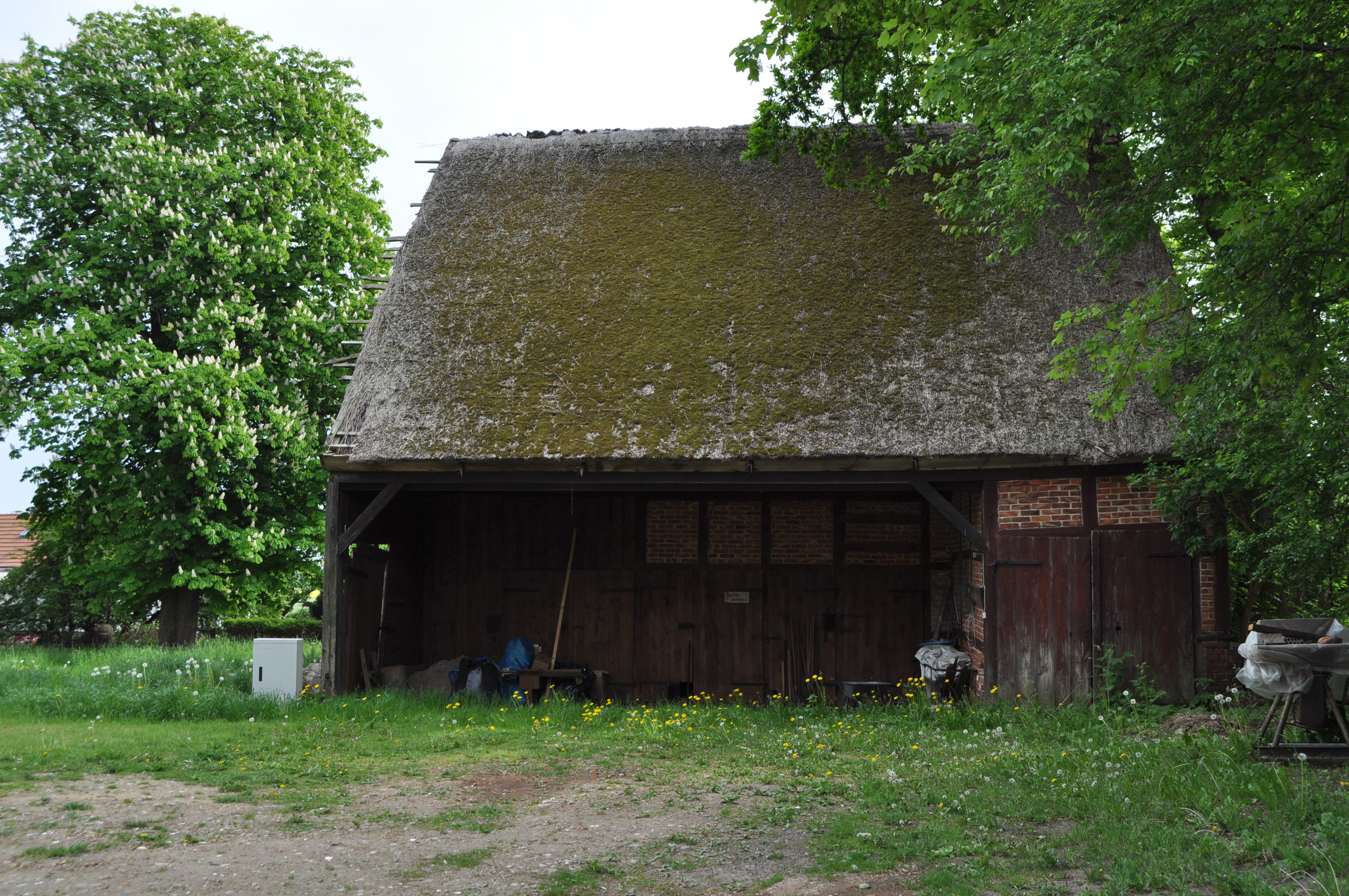
Vorlaubenstallscheune (Restruine) Pfarrgehöft Trent
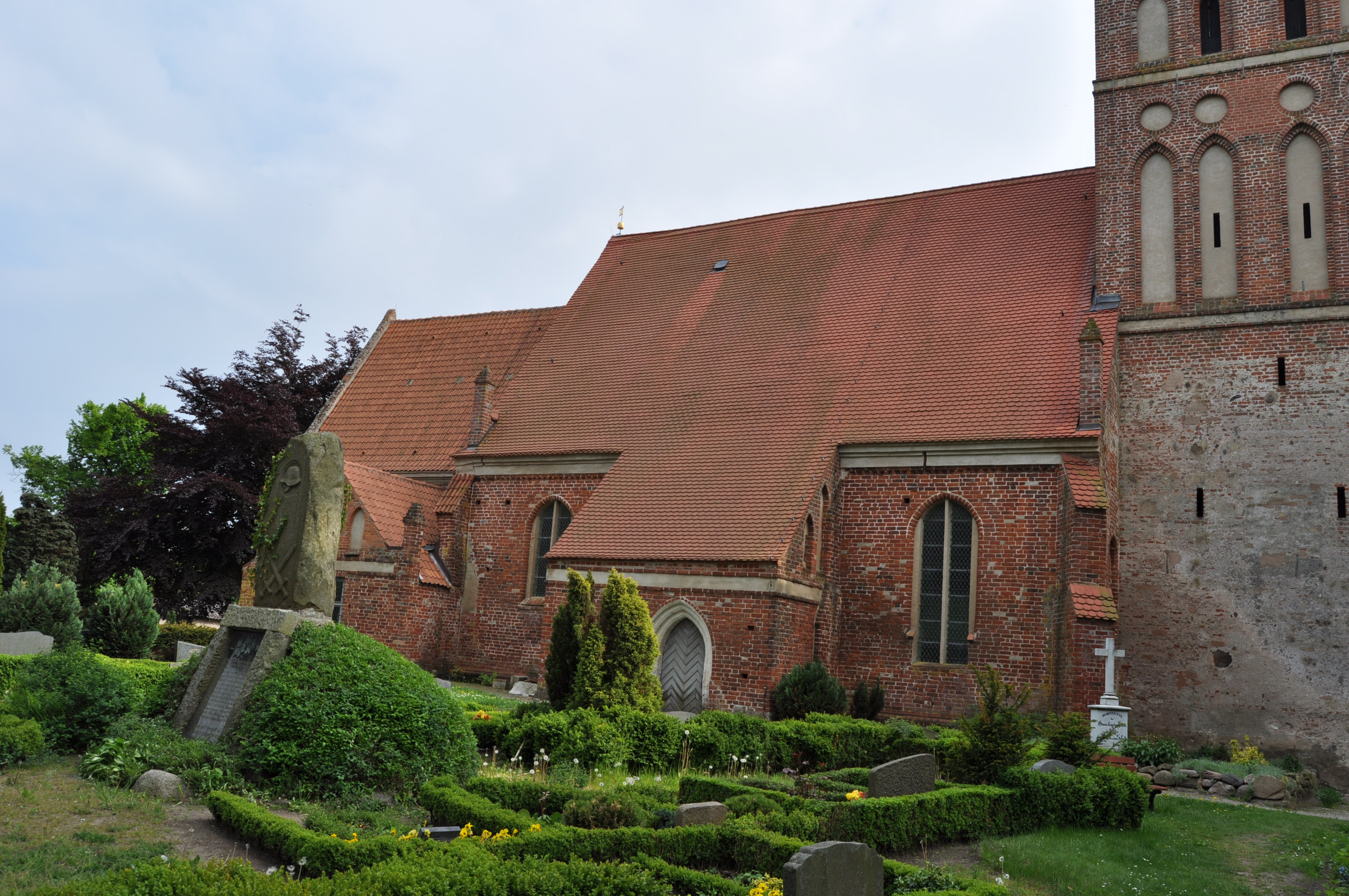
Kirche, Kirchhof und Denkmal Trent
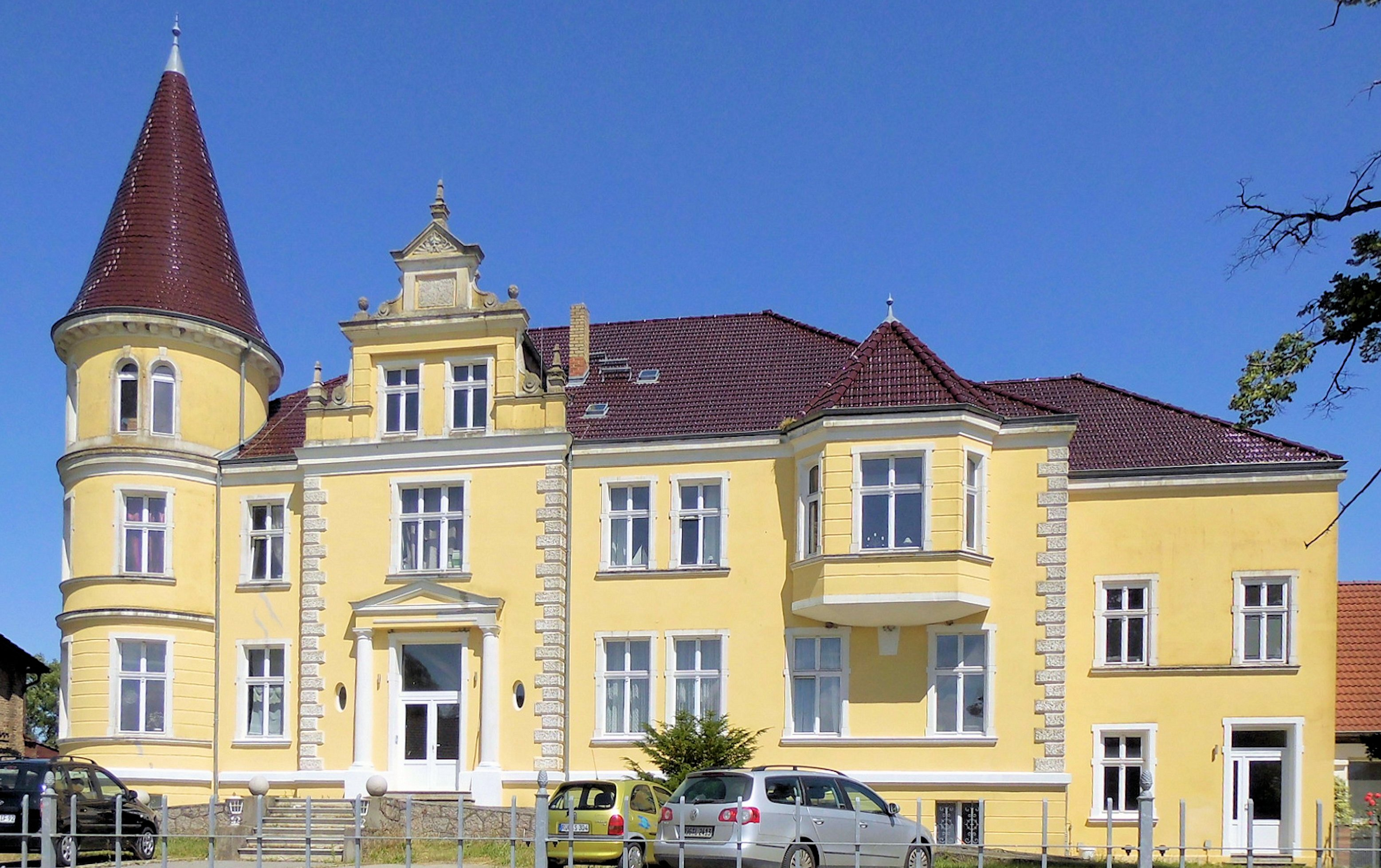
Gutshaus Zubzow

## Wirtschaft und Infrastruktur

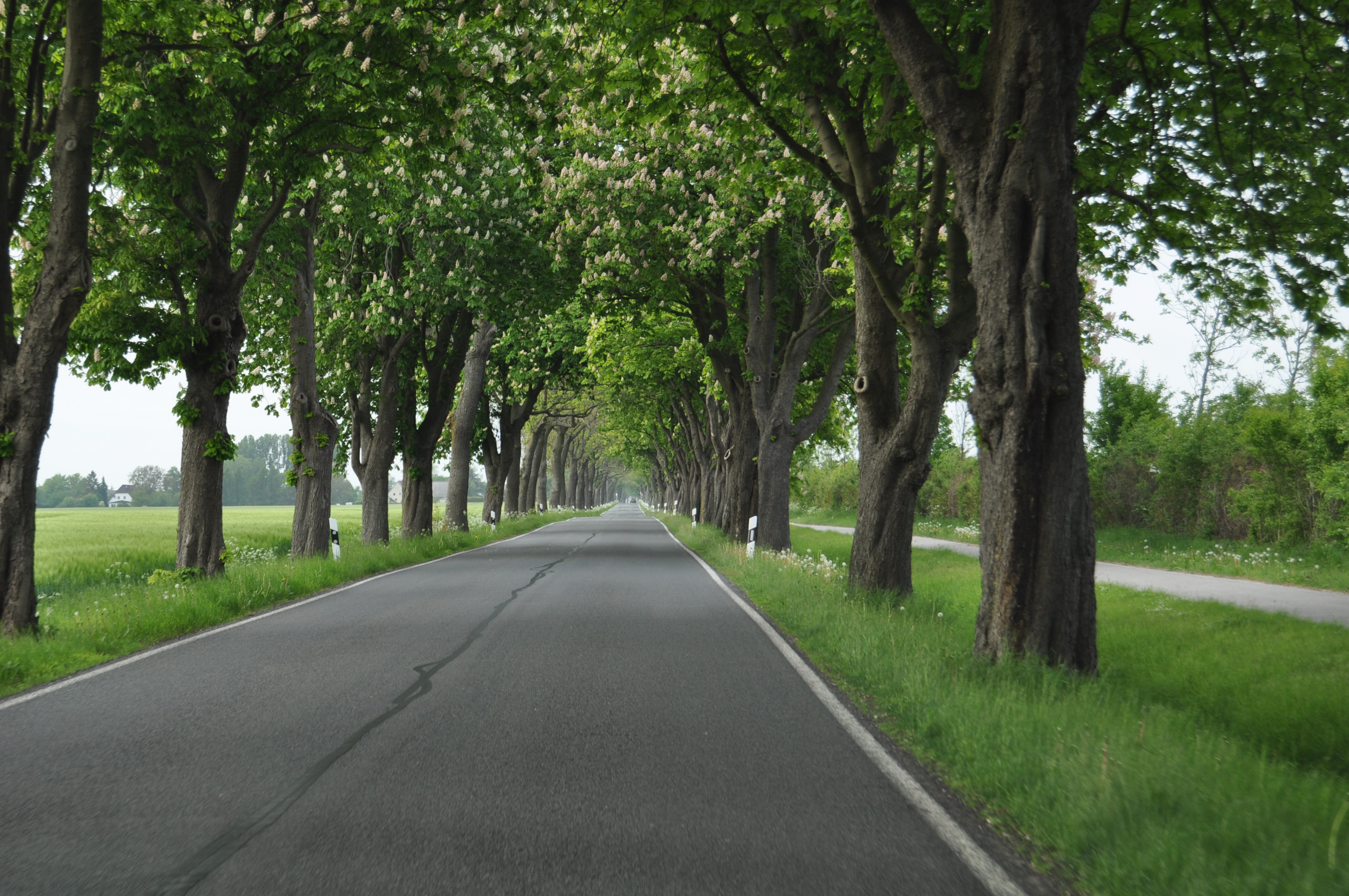
Geschlossene Kastanienallee von Trent zur Wittower Fähre

Wie für die gesamte Insel ist auch für die Gemeinde Trent der Tourismus die wichtigste Einnahmequelle. In der landwirtschaftlich geprägten dörflichen Umgebung stehen Gästen Unterkünfte in Ferienwohnungen und Pensionen unterschiedlicher Kategorien sowie das Lindner Hotel & Spa Rügen in Vaschvitz zur Verfügung. Zum Ort gehören Reiterhof, öffentlich zugängliche Sauna/Wellness, Friseur, sowie eine Arztpraxis.
Verkehr
Über den Rassower Strom beim Ortsteil Fischersiedlung verbindet die Wittower Fähre das Muttland mit der Halbinsel Wittow. Über diese führt auch die Landstraße 30 von Bergen über Trent nach Altenkirchen. In Trent zweigt die einzige Straße nach Schaprode ab, von dort aus verkehren Fähren zur Insel Hiddensee.

## In Trent geboren
- August Friedrich Barkow (1791–1861), Professor der Rechte in Greifswald, Sohn des Trenter Pastors Christian Joachim Friedrich Barkow
- Hans Karl Barkow (1798–1873), Anatom, Physiologe und Hochschullehrer in Rostock und Breslau, Bruder des Vorhergehenden
- Wilhelm von Platen (1816–1870), Landrat des Kreises Rügen, in Zubzow geboren
- Erhard Kiehnbaum (* 1947), Historiker
- Gustav Rothbarth (1842–1914), Mitglied des Deutschen Reichstags von 1893 bis 1898

## Sonstiges
Im Gemeindeteil Vaschvitz (Fähranleger der Wittower Fähre) wurden am 14. Februar 2006 die ersten toten Höckerschwäne gefunden, die in Deutschland auf Grund der Vogelgrippe H5N1 verendet waren.